# Dane Cook
Dane Jeffrey Cook (Cambridge, Massachusetts, 18 marzo 1972) è un comico e attore statunitense.

## Biografia
Nasce in una famiglia cattolica di origini irlandesi. Ha cinque sorelle e un fratello. Subito dopo gli studi alla Arlington High School inizia a lavorare come commesso in un Burger King. Ha studiato grafica come piano di riserva nel caso non fosse diventato famoso nella comicità. Intenzionato a diventare attore, inizia la sua carriera partecipando alla serie tv Maybe This Time. Debutta sul grande schermo nel 1997 in Flypaper. Nel 1999 ottiene una parte nella commedia Mystery Men, che lo lancia come nuova stella emergente della commedia statunitense.
Con i primi soldi che guadagna investe nella realizzazione del suo sito internet interattivo, grazie al quale accresce la sua popolarità nella comunità web. Inoltre è produttore e sceneggiatore del cortometraggio Spiral. Nel 2003 ottiene una parte nella commedia Fratelli per la pelle. Nel 2005 recita nella commedia Waiting... e nel drammatico London. Ottiene il successo definitivo interpretando Tank Turner nel film La ragazza del mio migliore amico del 2008.

## Filmografia parziale

### Attore

#### Cinema
- Buddy - Un gorilla per amico (Buddy), regia di Caroline Thompson (1997)
- Flypaper, regia di Klaus Hoch (1999)
- Mystery Men, regia di Kinka Usher (1999)
- Super agente speciale (Simon Sez), regia di Kevin Alyn Elders (1999)
- L.A.X., regia di Uri Zighelboim (2002)
- The Touch (Tian mai zhuan qi), regia di Peter Pau (2002)
- Fratelli per la pelle (Stuck on You), regia di Peter e Bobby Farrelly (2003)
- Torque - Circuiti di fuoco (Torque), regia di Joseph Kahn (2004)
- London, regia di Hunter Richards (2005)
- Waiting..., regia di Rob McKittrick (2005)
- Impiegato del mese (Employee of the Month), regia di Greg Coolidge (2006)
- Mr. Brooks, regia di Bruce A. Evans (2007)
- Tutte pazze per Charlie (Good Luck Chuck), regia di Mark Helfrich (2007)
- L'amore secondo Dan (Dan in Real Life), regia di Peter Hedges (2007)
- La ragazza del mio migliore amico (My Best Friend's Girl), regia di Howard Deutch (2008)
- Answers to Nothing, regia di Matthew Leutwyler (2011)
- Detention - Terrore al liceo (Detention), regia di Joseph Kah (2011)
- La truffa perfetta (Guns, Girls and Gambling), regia di Michael Winnick (2012)
- 400 giorni (400 Days), regia di Matt Osterman (2015)
- American Exit, regia di Ingo Vollkammer e Tim McCann (2019)

#### Televisione
- Maybe This Time – serie TV, 9 episodi (1995-1996)
- Windy City Heat, regia di Bobcat Goldthwait – film TV (2003)
- Hawaii Five-0 – serie TV, episodio 1x18 (2011)
- Louie – serie TV, episodio 2x07 (2011)
- Workaholics – serie TV, episodio 6x01 (2016)
- American Gods – serie TV, episodio 1x04 (2017)

### Doppiatore
- Crank Yankers – serie animata, 4 episodi (2002-2003, 2007)
- Mr. 3000, regia di Charles Stone III (2004)
- Duck Dodgers – serie animata, episodio 3x03 (2005)
- Farce of the Penguins, regia di Bob Saget (2007)
- Planes, regia di Klay Hall (2013)
- Grand Theft Auto V – videogioco (2013)
- Planes 2 - Missione antincendio (Planes: Fire & Rescue), regia di Bobs Gannaway (2014)
- Robot Chicken – serie animata, episodio 9x07 (2008)

## Doppiatori italiani
Nelle versioni in italiano dei suoi film, Dane Cook è stato doppiato da:
- Riccardo Rossi in Mr. Brooks, L'amore secondo Dan
- Fabio Boccanera in La ragazza del mio migliore amico
- Marco Vivio in Impiegato del mese

Da doppiatore è sostituito da:
- Oreste Baldini in Planes, Planes 2 - Missione antincendio
- Massimo Lodolo in Crank Yankers, Duck Dodgers

## Discografia

### Album
- 2003: Harmful If Swallowed (CD/DVD) Comedy Central. #67 US. Certified Platinum
- 2005: Retaliation (2CD/DVD) Comedy Central. #4 US. Certified Double Platinum
- 2007: Rough Around the Edges: Live From Madison Square (CD/DVD)
- 2009: ISolated INcident (CD/DVD)

### DVD
- 2006: Vicious Circle DVD. HBO.
- 2006: Dane Cook's Tourgasm DVD. HBO.
- 2007: The Lost Pilots DVD.